# Elizabeth Peyton

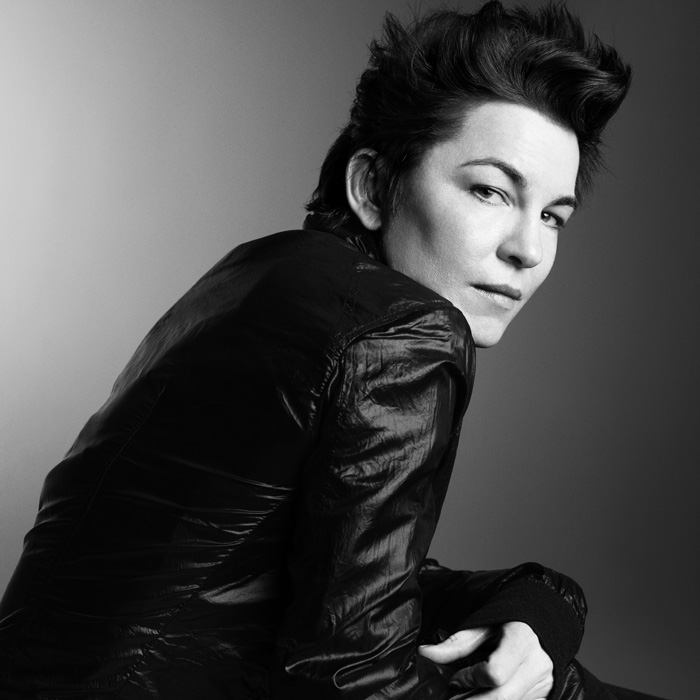
Elizabeth Peyton (2000)

Elizabeth Peyton (* 1965 in Danbury, Connecticut) ist eine US-amerikanische Malerin. Sie malt ausschließlich Porträts.

## Leben
Peyton besuchte in New York City, New York in den Jahren 1981 bis 1987 die School of Visual Arts, New York City, New York. Im Jahre 1991 heiratete sie den Künstlerkollegen Rirkrit Tiravanija, von dem sie sich Ende der 1990er Jahre trennte und im Jahre 2004 geschieden wurde. Seit 2015 ist Peyton Professorin für Malerei an der Kunstakademie Düsseldorf.

## Wirken
Die Technik der Ölmalerei beherrscht sie ebenso wie die des Aquarells und der Zeichnung. Typisch für ihre Ölbilder sind bunte, glühende Farben und eine hochglänzende Lasur.
Als Vorlage dienen Peyton Schnappschüsse von Freunden, Bilder aus Magazinen und Büchern, Plattencover und Stills aus Musikvideos. Die Auswahl der prominenten Modelle folgt scheinbar keinem klaren Muster: Neben persönlichen Bekannten versammelt sie in ihrem Œuvre weltberühmte Aristokraten, Schauspieler, Schriftsteller und Musiker, die sie meist nicht persönlich kennt, beispielsweise Kurt Cobain, Jarvis Cocker von Pulp, Noel Gallagher von Oasis, Leonardo DiCaprio, David Hockney, Oscar Wilde, Lord Alfred Douglas, Prinzessin Diana, Prinz Harry und Friedrich II. Doch Peytons Bildwahl ist nicht rein zufällig: Entscheidend ist für sie der Lebensweg einer Person, und wie inspirierend diese auf andere wirkte.
Einige der Werke von Elizabeth Peyton waren in der Gemeinschaftsausstellung Ich, Zweifellos im Kunstmuseum Wolfsburg in den Jahren 2009 bis 2010 zusammen mit den Werken anderer Künstler zu sehen. Die Opelvillen in Rüsselsheim am Main zeigten 2011 Druckgrafiken der Künstlerin unter dem Titel Ghost. Die Kunsthalle Baden-Baden stellte vom 9. März bis 23. Juni 2013 unter dem Titel Here She Comes Now dreißig Ölbilder und Arbeiten auf Papier aus.
Peytons Porträt von Angela Merkel erschien im August 2017 in der Titelgeschichte der Zeitschrift Vogue.